# Alice (Francesco De Gregori e Luciano Ligabue)
Alice è un singolo dei cantautori italiani Francesco De Gregori e Luciano Ligabue, pubblicato nel 2014; è il primo tratto dall'album del cantautore romano Vivavoce.

## La canzone
Si tratta di un nuovo arrangiamento di Alice, canzone con cui De Gregori partecipò a Un disco per l'estate 1973.
Il singolo è stato presentato il 2 settembre 2014 nel corso del programma televisivo "Questo è il mio mondo – Siamo chi siamo", trasmesso su Rai 1.